# George Finch
George Ingle Finch FRS (4 de agosto de 1888 — 22 de novembro de 1970) foi um químico e montanhista australiano.
Nascido na Austrália, foi educado na Suíça de língua alemã, e estudou ciências físicas na Universidade de Genebra. Entre 1936 e 1952 ocupou o cargo de professor de físico-química aplicada na Imperial College London.
Um membro da British segunda expedição sob o general Charles Granville Bruce para o Monte Everest, em 23 de maio de 1922 Finch e Capitão Geoffrey C. Bruce chegou a uma altitude de 27.300 pés (8,321 km) sobre a aresta norte, antes de recuar. Finch caiu com o Comité Everest após 1922, mas seu trabalho pioneiro em oxigênio, que exerceu com zelo messiânico, manteve-se crucial para as futuras expedições.
Finch foi o primeira a escalar a North Face Diagonal ou "Finch Route 'no Dent d'Hérens , que subiu com TGB e Peto R. Forster, em 2 de agosto de 1923.
Finch também foi um esquiador afiado e foi um dos membros fundadores do Clube de Esqui Alpino em 1908.
Finch foi eleito membro da Royal Society em 1938 e recebeu a Medalha Hughes de 1944. Foi um advogado e defensor do Clube Alpino e se tornoi mais tarde seu presidente.
Finch foi também o pai do ator vencedor do Oscar, Peter Finch .